# Liste des épisodes de The Guild

Cet article présente les épisodes de la web-série The Guild, décrivant la vie des six membres d'une guilde appelée « Les Chevaliers du Bien » ("The Knights of Good"). Le premier épisode a été publié le 27 juillet 2007 et diffusé sur le site officiel de The Guild, sur iTunes et Zune Marketplace comme un podcast, effinfunny.com et YouTube, et maintenant en téléchargement sur le Xbox Live Marketplace.
Au 8 janvier 2013, 68 épisodes de The Guild sont sortis, répartis sur six saisons. Les informations sur les cinq premières saisons sont disponibles sur le site de The Guild.
La sixième saison de The Guild a débuté sur la chaîne YouTube de Felicia Day, Geek & Sundry le 2 octobre 2012.

## Généralités
| Saison | Saison | Épisodes | Date de première diffusion | Date de première diffusion | Date de sortie du DVD |
| Saison | Saison | Épisodes | Première                   | Final                      | Date de sortie du DVD |
| ------ | ------ | -------- | -------------------------- | -------------------------- | --------------------- |
|        | 1      | 10       | 27 juillet 2007            | 15 mai 2008                | 19 mai 2009           |
|        | 2      | 12       | 25 novembre 2008           | 17 février 2009            | 19 mai 2009           |
|        | 3      | 12       | 25 août 2009               | 24 novembre 2009           | 15 février 2010       |
|        | 4      | 12       | 13 juillet 2010            | 5 octobre 2010             | 21 décembre 2010      |
|        | 5      | 12       | 26 juillet 2011            | 11 octobre 2011            | 13 décembre 2011      |
|        | 6      | 12       | 2 octobre 2012             | 8 janvier 2013             | 8 octobre 2012        |

## Liste d'épisodes

### Saison 1 (2007–2008)
| # | #  | Titre             | Réalisateur       | Scénariste  | Durée | Date de sortie    |
| --- | -- | ----------------- | ----------------- | ----------- | ----- | ----------------- |
| 1 | 1  | Wake-Up Call      | Jane Selle Morgan | Felicia Day | 3:59  | 27 juillet 2007   |
| La vie de Cyd Sherman, une joueuse en ligne mal dans sa peau, est bouleversée par la fin brutale de sa thérapie et l'arrivée d'un membre de sa Guilde. |    |                   |                   |             |       |                   |
| 2 | 2  | Zaboo'd           | Jane Selle Morgan | Felicia Day | 2:53  | 14 août 2007      |
| Cyd Sherman rencontre pour la première fois le sorcier lutin de sa Guilde, ce qui la fait entrer dans la réalité.                                      |    |                   |                   |             |       |                   |
| 3 | 3  | The Macro Problem | Jane Selle Morgan | Felicia Day | 4:33  | 7 septembre 2007  |
| L'intrusion de Zaboo dans la vie de Codex a des conséquences sur la vie de sa Guilde.                                                                  |    |                   |                   |             |       |                   |
| 4 | 4  | Cheesybeards      | Jane Selle Morgan | Felicia Day | 5:11  | 1er octobre 2007  |
| Les Knights of Good se rencontrent IRL pour la première fois. L'enthousiasme n'est pas au rendez-vous.                                                 |    |                   |                   |             |       |                   |
| 5 | 5  | Rather Be Raiding | Jane Selle Morgan | Felicia Day | 6:54  | 1er décembre 2007 |
| Codex essaie de faire que la première rencontre de la Guilde soit une fête.                                                                            |    |                   |                   |             |       |                   |
| 6 | 6  | Total Wipe        | Greg Benson       | Felicia Day | 5:39  | 24 janvier 2008   |
| La vie de la Guilde essaie de reprendre son cours normal après le désastre du Cheesybeards.                                                            |    |                   |                   |             |       |                   |
| 7 | 7  | Home Invasion     | Greg Benson       | Felicia Day | 4:10  | 21 février 2008   |
| Codex découvre les causes du comportement de Zaboo : son éducation par sa mère hyper-possessive.                                                       |    |                   |                   |             |       |                   |
| 8 | 8  | Tipping Point     | Greg Benson       | Felicia Day | 3:34  | 20 mars 2008      |
| Codex perd le contrôle de ce qu'il se passe chez elle. Il est temps pour elle d'y remédier.                                                            |    |                   |                   |             |       |                   |
| 9 | 9  | Owning Bladezz    | Greg Benson       | Felicia Day | 4:53  | 16 avril 2008     |
| The Guild retrouve Bladezz et Codex a de quoi le faire chanter.                                                                                        |    |                   |                   |             |       |                   |
| 10 | 10 | Boss Fight        | Greg Benson       | Felicia Day | 6:24  | 15 mai 2008       |
| Les Knights of Good font face à leur premier boss IRL : la mère de Zaboo.                                                                              |    |                   |                   |             |       |                   |

### Saison 2 (2008–2009)
| # | #  | Titre             | Réalisateur         | Scénariste  | Durée | Date de sortie   |
| --- | -- | ----------------- | ------------------- | ----------- | ----- | ---------------- |
| 11 | 1  | Link the Loot     | Sean Michael Becker | Felicia Day | 5:38  | 25 novembre 2008 |
| Codex et Zaboo cohabitent un certain temps, mais le jeu continue. La Guilde parvient à obtenir un butin rare. |    |                   |                     |             |       |                  |
| 12 | 2  | Block'd           | Sean Michael Becker | Felicia Day | 5:12  | 2 décembre 2008  |
| Clara et Tink se disputent le butin. Codex essaie de faire comprendre à Zaboo qu'il doit partir.              |    |                   |                     |             |       |                  |
| 13 | 3  | Quest Accepted!   | Sean Michael Becker | Felicia Day | 5:36  | 9 décembre 2008  |
| Zaboo est résolu à mûrir et deveir un homme. Codex découvre le mode de vie étrange de Vork.                   |    |                   |                     |             |       |                  |
| 14 | 4  | Heroic Encounter  | Sean Michael Becker | Felicia Day | 6:54  | 23 décembre 2008 |
| Codex croise son nouveau voisin, l'occasion de discuter entre garçons et filles dans la Guilde.               |    |                   |                     |             |       |                  |
| 15 | 5  | Sacking Up        | Sean Michael Becker | Felicia Day | 6:59  | 30 décembre 2008 |
| Zaboo continue sa quête de masculinité. Tink donne des conseils à Codex pour se rapprocher de son voisin.     |    |                   |                     |             |       |                  |
| 16 | 6  | Blow Out          | Sean Michael Becker | Felicia Day | 6:50  | 6 janvier 2009   |
| Les filles aident Codex. La cohabitation de Vork et Zaboo devient intenable.                                  |    |                   |                     |             |       |                  |
| 17 | 7  | Panic Attack      | Sean Michael Becker | Felicia Day | 6:36  | 13 janvier 2009  |
| Codex se retrouve avec un autre membre de la Guilde chez elle.                                                |    |                   |                     |             |       |                  |
| 18 | 8  | Emergency!        | Sean Michael Becker | Felicia Day | 5:46  | 20 janvier 2009  |
| Avec le serveur en maintenance, Vork propose une rencontre de la Guilde.                                      |    |                   |                     |             |       |                  |
| 19 | 9  | Grouping Up       | Sean Michael Becker | Felicia Day | 6:53  | 27 janvier 2009  |
| Le Jeu étant inaccessible, la Guilde organise deux réunions : les filles d'un côté, les garçons de l'autre.   |    |                   |                     |             |       |                  |
| 20 | 10 | Socializing Sucks | Sean Michael Becker | Felicia Day | 8:35  | 3 février 2009   |
| Bladezz change les plans de Vork. La soirée chez Codex prend une autre tournure avec l'arrivée de son voisin. |    |                   |                     |             |       |                  |
| 21 | 11 | Collision Course  | Sean Michael Becker | Felicia Day | 6:25  | 10 février 2009  |
| L'arrivée des garçons ruine la soirée des filles. Zaboo se sent prêt pour son premier test.                   |    |                   |                     |             |       |                  |
| 22 | 12 | Fight!            | Sean Michael Becker | Felicia Day | 8:44  | 17 février 2009  |
| La soirée vire à l'imbroglio total.                                                                           |    |                   |                     |             |       |                  |

### Saison 3 (2009)
| # | #  | Titre            | Réalisateur         | Scénariste  | Durée | Date de sortie    |
| --- | -- | ---------------- | ------------------- | ----------- | ----- | ----------------- |
| 23 | 1  | Expansion Time   | Sean Michael Becker | Felicia Day | 5:29  | 25 août 2009      |
| La Guilde fait la queue pour acheter au plus tôt la nouvelle extension du Jeu, mais ils font une rencontre désagréable : une autre Guilde. |    |                  |                     |             |       |                   |
| 24 | 2  | Anarchy!         | Sean Michael Becker | Felicia Day | 8:08  | 8 septembre 2009  |
| La Guilde croise les membres de l'Axe de l'Anarchie, une guilde agressive aussi bien dans le Jeu que dans la vie.                          |    |                  |                     |             |       |                   |
| 25 | 3  | Player Down      | Sean Michael Becker | Felicia Day | 5:44  | 15 septembre 2009 |
| La Guilde a un membre en moins, et un deuxième pourrait partir.                                                                            |    |                  |                     |             |       |                   |
| 26 | 4  | Get It Back!     | Sean Michael Becker | Felicia Day | 7:22  | 22 septembre 2009 |
| Codex essaie de récupérer Tink par la médiation.                                                                                           |    |                  |                     |             |       |                   |
| 27 | 5  | Application'd    | Sean Michael Becker | Felicia Day | 5:49  | 29 septembre 2009 |
| La Guilde cherche un remplaçant pour Tink, et les prétendants sont nombreux.                                                               |    |                  |                     |             |       |                   |
| 28 | 6  | Newbtastic       | Sean Michael Becker | Felicia Day | 7:46  | 6 octobre 2009    |
| Mr. Wiggly finit par rejoindre la Guilde, au grand dam des membres.                                                                        |    |                  |                     |             |       |                   |
| 29 | 7  | Coping and Stuff | Sean Michael Becker | Felicia Day | 6:46  | 13 octobre 2009   |
| Les membres de The Axis of Anarchy se montrent très peu conciliants avec Codex, qui essaie encore la voie douce.                           |    |                  |                     |             |       |                   |
| 30 | 8  | +10 to Bravery   | Sean Michael Becker | Felicia Day | 7:20  | 20 octobre 2009   |
| Codex n'a plus d'autre moyen de sauver la Guilde. Elle en est réduite à sortir de chez elle.                                               |    |                  |                     |             |       |                   |
| 31 | 9  | Wit's End        | Sean Michael Becker | Felicia Day | 8:05  | 3 novembre 2009   |
| La Guilde subit les assauts répétés de the Axis of Anarchy.                                                                                |    |                  |                     |             |       |                   |
| 32 | 10 | The Return!      | Sean Michael Becker | Felicia Day | 6:53  | 10 novembre 2009  |
| Vork revient enfin de son voyage, prêt à reprendre les rênes de la Guilde qui est en mauvais état.                                         |    |                  |                     |             |       |                   |
| 33 | 11 | LAN Off          | Sean Michael Becker | Felicia Day | 7:57  | 17 novembre 2009  |
| Il est temps pour les deux Guildes de s'affronter loyalement.                                                                              |    |                  |                     |             |       |                   |
| 34 | 12 | Hero             | Sean Michael Becker | Felicia Day | 8:47  | 24 novembre 2009  |
| Codex est désormais la seule capable de sauver sa Guilde.                                                                                  |    |                  |                     |             |       |                   |

### Saison 4 (2010)
| # | #  | Titre               | Réalisateur         | Scénariste  | Durée | Date de sortie    |
| --- | -- | ------------------- | ------------------- | ----------- | ----- | ----------------- |
| 35 | 1  | Epic Guilt          | Sean Michael Becker | Felicia Day | 5:40  | 13 juillet 2009   |
| La Guilde reprend ses parties en ligne, mais Codex a du mal à garder sa nuit avec Fawkes pour elle.                |    |                     |                     |             |       |                   |
| 36 | 2  | Strange Allies      | Sean Michael Becker | Felicia Day | 6:32  | 20 juillet 2010   |
| Codex se fait réparer son ordinateur. Le reste de la Guilde se dispute sur la décoration de leur Hall.             |    |                     |                     |             |       |                   |
| 37 | 3  | Oversupportive'd    | Sean Michael Becker | Felicia Day | 6:26  | 3 août 2010       |
| Vork cherche un moyen d'amasser au plus vite des crédits et Codex reçoit l'aide de Zaboo, voire trop.              |    |                     |                     |             |       |                   |
| 38 | 4  | Moving On!          | Sean Michael Becker | Felicia Day | 7:07  | 10 août 2010      |
| Codex essaie de comprendre où elle en est dans sa relation avec Fawkes, et trouve une opportunité au Cheesybeards. |    |                     |                     |             |       |                   |
| 39 | 5  | Loot Envy           | Sean Michael Becker | Felicia Day | 5:04  | 17 août 2010      |
| Le nouveau travail de Codex ouvre des possibilités pour la Guilde. Clara a soudain une idée.                       |    |                     |                     |             |       |                   |
| 40 | 6  | Weird Respawn       | Sean Michael Becker | Felicia Day | 6:52  | 24 août 2010      |
| Zaboo essaie de trouver un nouvel équilibre avec sa mère. Codex essaie de jouer tout en travaillant un minimum.    |    |                     |                     |             |       |                   |
| 41 | 7  | Awkward Birthday!   | Sean Michael Becker | Felicia Day | 7:11  | 31 août 2010      |
| Fawkes met Codex mal à l'aise. Clara et Tink essaient de concrétiser leur idée.                                    |    |                     |                     |             |       |                   |
| 42 | 8  | Busted              | Sean Michael Becker | Felicia Day | 6:49  | 7 septembre 2010  |
| Vork et Avinashi forment un duo puissant. Codex découvre les manigances de Bladezz.                                |    |                     |                     |             |       |                   |
| 43 | 9  | Pirate Paddy        | Sean Michael Becker | Felicia Day | 7:15  | 14 septembre 2010 |
| Les créations de Codex sont sabotées. Elle demande l'aide de la Guilde pour se tirer de ce mauvais pas.            |    |                     |                     |             |       |                   |
| 44 | 10 | Festival of the Sea | Sean Michael Becker | Felicia Day | 8:13  | 21 septembre 2010 |
| La Guilde unit ses forces pour aider Codex dans son travail.                                                       |    |                     |                     |             |       |                   |
| 45 | 11 | Hostile Takeovers   | Sean Michael Becker | Felicia Day | 7:14  | 28 septembre 2010 |
| Vork refuse de renoncer à son honneur pour se sortir d'un mauvais pas. Zaboo fait une bonne action.                |    |                     |                     |             |       |                   |
| 46 | 12 | Guild Hall          | Sean Michael Becker | Felicia Day | 7:46  | 5 octobre 2010    |
| Les problèmes de la Guilde trouvent leurs solutions lors d'une LAN, dans le Jeu.                                   |    |                     |                     |             |       |                   |

### Saison 5 (2011)
| # | #  | Titre               | Réalisateur         | Scénariste  | Durée | Date de sortie    |
| --- | -- | ------------------- | ------------------- | ----------- | ----- | ----------------- |
| 47 | 1  | Road Trip!          | Sean Michael Becker | Felicia Day | 6:34  | 26 juillet 2011   |
| La Guilde fait du covoiturage pour rejoindre la Convention. |    |                     |                     |             |       |                   |
| 48 | 2  | Crash Pad           | Sean Michael Becker | Felicia Day | 6:11  | 2 août 2011       |
| Avec la mauvaise organisation de Bladezz, la Guilde se retrouve au complet dans une petite chambre d'hôtel. |    |                     |                     |             |       |                   |
| 49 | 3  | Megagame-o-ramacon! | Sean Michael Becker | Felicia Day | 9:23  | 9 août 2011       |
| La Guilde commence sa visite de la convention, chacun de son côté. |    |                     |                     |             |       |                   |
| 50 | 4  | Ends and Begins     | Sean Michael Becker | Felicia Day | 8:10  | 16 août 2011      |
| Codex essaie de savoir où elle en est avec Zaboo. Elle surprend une conversation qui va la bouleverser. Clara découvre un stand de comédiens steampunk, et Bladezz rencontre ses fans. (Invités : Brent Spiner, Grant Imahara, Brea Grant et Tay Zonday) |    |                     |                     |             |       |                   |
| 51 | 5  | Focus Problems      | Sean Michael Becker | Felicia Day | 7:55  | 23 août 2011      |
| Codex s'inquiète de l'avenir du jeu, de la Guilde et de tout ce que cela implique. Ils oublient leurs soucis le temps d'une soirée. |    |                     |                     |             |       |                   |
| 52 | 6  | Revolving Doors     | Sean Michael Becker | Felicia Day | 9:02  | 30 août 2011      |
| Codex parvient enfin à retrouver Floyd, le créateur du Jeu. Clara essaie de rejoindre le groupe steampunk. Vork essaie d'utiliser la notoriété de Bladezz. (Invité : Nathan Fillion)                                                                     |    |                     |                     |             |       |                   |
| 53 | 7  | Downturn            | Sean Michael Becker | Felicia Day | 9:07  | 6 septembre 2011  |
| Le réseau de Zaboo gagne en influence. Clara rejoint finalement l'équipe du stand, à l'essai. (Invités : Richard Hatch et Neil Gaiman) |    |                     |                     |             |       |                   |
| 54 | 8  | Social Traumas      | Sean Michael Becker | Felicia Day | 12:03 | 13 septembre 2011 |
| Codex organise la rencontre entre Tink et sa famille. Bladezz et Vork sont invités dans la soirée VIP. (Invités : Amy Berg, Bonnie Burton, Eliza Dushku, Colin Ferguson, Rick Fox, Grant Imahara, Dichen Lachman, Zachary Levi, Tom Lenk et Kevin Sorbo) |    |                     |                     |             |       |                   |
| 55 | 9  | Invite Accepted     | Sean Michael Becker | Felicia Day | 8:49  | 20 septembre 2011 |
| Zaboo accepte d'aider Clara à rejoindre le stand steampunk. Tink et Codex veulent en savoir plus sur la rencontre secrète avec le créateur du Jeu. |    |                     |                     |             |       |                   |
| 56 | 10 | Strategy Timez      | Sean Michael Becker | Felicia Day | 5:53  | 27 septembre 2011 |
| Codex veut réconcilier et souder la Guilde pour sauver le groupe et le Jeu. |    |                     |                     |             |       |                   |
| 57 | 11 | Costume Contest     | Sean Michael Becker | Felicia Day | 8:28  | 4 octobre 2011    |
| La Guilde s'invite au concours de cosplay pour retrouver Floyd afin d'empêcher la signature du contrat. (Invité : Stan Lee) |    |                     |                     |             |       |                   |
| 58 | 12 | Grand Finale        | Sean Michael Becker | Felicia Day | 9:58  | 11 octobre 2011   |
| Codex attend que la Guilde fasse ce qu'il faut pour retrouver Floyd en privé et l'empêcher de ruiner le jeu. |    |                     |                     |             |       |                   |

### Saison 6 (2012)
| # | #  | Titre                     | Réalisateur   | Scénariste  | Durée | Date de sortie   |
| --- | -- | ------------------------- | ------------- | ----------- | ----- | ---------------- |
| 59 | 1  | Dream Questline           | Chris Preksta | Felicia Day | 7:50  | 2 octobre 2012   |
| Codex intègre la société qui développe le Jeu et découvre l'envers du décor. La Guilde continue de jouer malgré tout. |    |                           |               |             |       |                  |
| 60 | 2  | New Party Members         | Chris Preksta | Felicia Day | 9:25  | 9 octobre 2012   |
| Codex se présente officiellement lors de sa première réunion. Elle se met à dos très vite le reste des employés, mais aussi Floyd qui n'apprécie pas qu'elle ne soit pas d'accord avec lui. Clara suit les idées de Bladezz pour gagner de l'argent et devenir une célébrité. Vork demande à Zaboo des informations sur Madeleine. |    |                           |               |             |       |                  |
| 61 | 3  | Makeshift Solutions       | Chris Preksta | Felicia Day | 6:45  | 16 octobre 2012  |
| Codex parvient à obtenir une clé d'accès à la version beta de la nouvelle expansion. Zaboo se lance dans le portrait de sa femme parfaite, Tink est rattrapée par sa vie d'étudiante et Clara essaie de montrer qu'elle est une bonne mère.                                                                                        |    |                           |               |             |       |                  |
| 62 | 4  | Raid Timez                | Chris Preksta | Felicia Day | 8:11  | 23 octobre 2012  |
| Quand Codex annonce qu'elle joue à la nouvelle expansion, les autres membres de la Guilde s'invitent dans les locaux de la société de développement. Vork veut en savoir plus sur le passé de militante de Madeleine. |    |                           |               |             |       |                  |
| 63 | 5  | Strange Frenemies         | Chris Preksta | Felicia Day | 7:18  | 30 octobre 2012  |
| Codex veut faire partir les membres de la Guilde, mais Zaboo se montre plutôt utile pour Floyd qui le laisse aussi essayer l'expansion. Bladezz veut pousser Clara à faire de nouvelles vidéos. |    |                           |               |             |       |                  |
| 64 | 6  | Into the Breach           | Chris Preksta | Felicia Day |       | 6 novembre 2012  |
| |    |                           |               |             |       |                  |
| 65 | 7  | Occupy HQ                 | Chris Preksta | Felicia Day |       | 13 novembre 2012 |
| |    |                           |               |             |       |                  |
| 66 | 8  | Dialogue Options          | Chris Preksta | Felicia Day | 6:32  | 20 novembre 2012 |
| Codex essaie de raisonner Floyd qui prend chaque critique très au sérieux quant à la nouvelle extension. Zaboo passe tout son temps avec un personnage non-joueur de l'extension. |    |                           |               |             |       |                  |
| 67 | 9  | The Case of the Game Leak | Chris Preksta | Felicia Day | 8:16  | 4 décembre 2012  |
| Codex est chargée de retrouver le responsable de la fuite de l'extension sur Internet. Vork décide d'amener sa manifestation à un autre niveau. |    |                           |               |             |       |                  |
| 68 | 10 | Tipping Points            | Chris Preksta | Felicia Day |       | 11 décembre 2012 |
| La manifestation de Vork prend de l'ampleur. Codex convainc Floyd d'essayer de reprendre confiance en lui et d'aborder chaque problème un par un, que ce soit dans le jeu ou à propos du jeu. |    |                           |               |             |       |                  |
| 69 | 11 | Raid HQ!                  | Chris Preksta | Felicia Day |       | 18 décembre 2012 |
| La manifestation de Vork vire à l'émeute avec les informations sur l'extension en développement qui est vertement critiquée par les joueurs. Floyd découvre que Codex fait partie de la Guilde. |    |                           |               |             |       |                  |
| 70 | 12 | End Game                  | Chris Preksta | Felicia Day |       | 8 janvier 2013   |
| Codex démêle enfin l'histoire de la fuite et décide de forcer Floyd et les émeutiers à se rencontrer. L'heure est à la réconciliation. |    |                           |               |             |       |                  |

## Épisodes spéciaux et musicaux
| # | Titre                         | Durée | Date de sorte     |
| --- | ----------------------------- | ----- | ----------------- |
| S1 | Christmas Raid Carol          | 1:49  | 12 décembre 2007  |
| Épisode spécial de Noël |                               |       |                   |
| S2 | Very Guild Christmas          | 2:47  | 16 décembre 2008  |
| La Guilde réinterprète "Twas the Night Before Christmas". |                               |       |                   |
| S3 | (Do You Wanna Date My) Avatar | 3:39  | 17 août 2009      |
| Clip original pour la promotion de la saison 3 |                               |       |                   |
| S4 | Halloween!                    | 3:43  | 27 octobre 2009   |
| Épisode spécial de la saison 3 pour Halloween |                               |       |                   |
| S5 | Game On                       | 3:50  | 27 juillet 2010   |
| Zaboo convainc Codex de recommencer le jeu en la transportant dans un monde inspiré des films de Bollywood. |                               |       |                   |
| S6 | Taste My Pirate Patty         | 1:01  | 14 septembre 2010 |
| Fausse publicité pour le CheesyBeards. |                               |       |                   |
| S7 | I'm the One That's Cool       | 4:16  | 2 avril 2012      |
| Chanson originale sur la culture geek, enregistrée sur scène par les membres de The Guild (Codex au chant, Zaboo aux percussions, Tink et Bladezz à la guitare électrique, Vork à la basse et Clara aux claviers). Le clip représente les membres de la Guilde comme des lycéens victimes de brutes qui s'affirment face aux vandales. |                               |       |                   |